# Traktorist

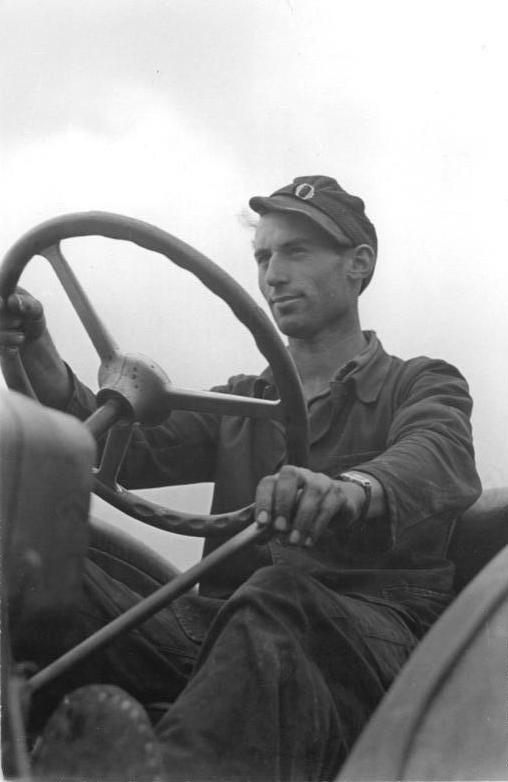
Traktorist der Maschinen-Traktoren-Station Isseroda (Kreis Weimar), 1953

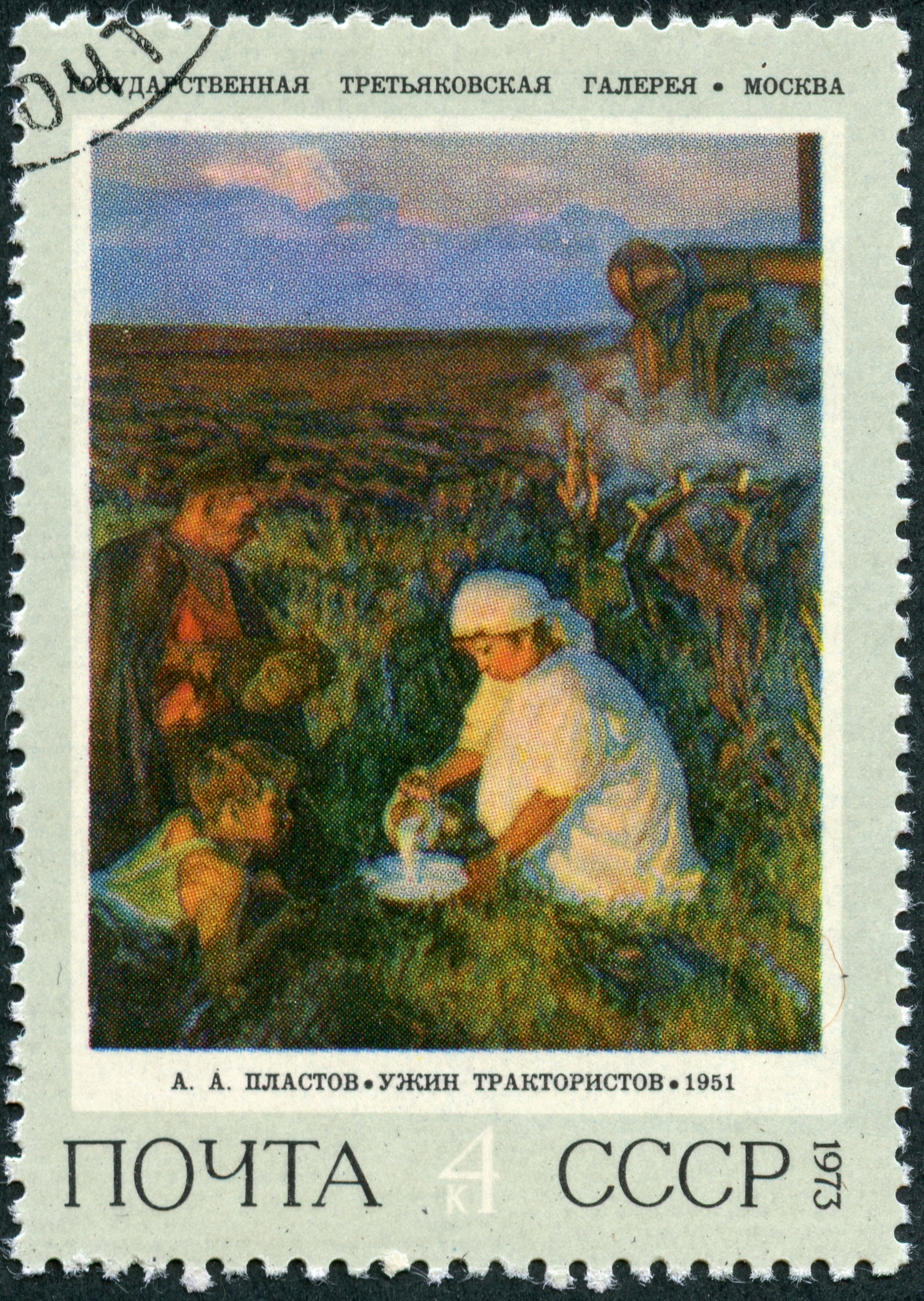
Arkadi Plastow: „Abendmahlzeit von Traktoristen“, Gemälde 1951, Tretjakow-Galerie
(Briefmarke von 1973)

Traktorist war in der UdSSR und der Deutschen Demokratischen Republik eine Bezeichnung für Kraftfahrer in Kolchosen bzw. Landwirtschaftlichen Produktionsgenossenschaften (LPG), die landwirtschaftliche Arbeiten mit Landmaschinen verrichteten, meist mit Traktoren der Marken Fortschritt Landmaschinen oder Belarus. Diese Bezeichnung fand auch für Mähdrescherfahrer Verwendung.
Der circa 1948 aufgekommene Begriff ist eine Entlehnung von russisch Тракторист.